# Староалексієвка
Староалексі́євка (рос. Староалексеевка, башк. Иҫке Алексеевка) — присілок у складі Кармаскалинського району Башкортостану, Росія. Входить до складу Адзітаровської сільської ради.
Населення — 25 осіб (2010; 32 в 2002).
Національний склад:
- росіяни — 84 %